# Filinto Costa Alegre
Filinto Guilherme d'Alva Costa Alegre (9 de juliol de 1952, Água Porca, Água Grande, São Tomé) és un advocat, jurista i polític de São Tomé i Príncipe.

## Biografia
Va néixer un any abans de la massacre de Batepá. Va estudiar secundària al Liceu Nacional D. João II, marxant a Lisboa per continuar els estudis. Als 22 anys interromp els seus estudis universitaris a Portugal i torna a São Tomé, per fundar i dirigir l'Associação Cívica Pró-Movimento de Libertação de São Tomé e Príncipe, primera organització nacionalista efectivament implantada a São Tomé i Príncipe. Va dirigir les mobilitzacions nacionalistes que van conduir a la independència el 12 de juliol de 1975.
Juntament amb molts membres de l'Associação Cívica, fou perseguit per l'ala del MLSTP agrupada en la figura de Pinto da Costa, cosa que l'obligàsendo obrigado, sota la intervenció humanitària de la seva amiga Alda do Espírito Santo, a marxar a l'exili a Moçambic.
Quatre anys després (1979) es va llicenciat en dret a la Facultat de Dret de la Universitat Eduardo Mondlane a Maputo, Moçambic. En 1991 va obtenir un màster en "Port and Shipping Administration", a la World Maritime University, a Malmö, Suècia, fent una dissertació sobre "A Fraude Marítima".
Opositor del règim de partit únic vigent a São Tomé, Filinto Costa Alegre fou un dels fundadors del Grupo Reflexão, organització que va liderar la lluita per la instauració del procés democràtic a São Tomé i Príncipe. Transformat en Partit de Convergència Democràtica - Grup de Reflexió, guanyaria per majoria absoluta les primeres eleccions multipardistes de març de 1991. De 1991 a 1994 fou el portaveu de la majoria parlamentària, però abandonà el càrrec al·legant "desil·lusió política".
Després va assumir les funcions de Tècnic Superior del Ministeri de Justícia, Magistrat del Ministeri Públic, Magistrat Judicial i Assessor Jurídic del Banc Central de São Tomé i Príncipe. A les eleccions legislatives de São Tomé i Príncipe de 2006 va organitzar i dirigir el Movimento de Descontentes, denominat NOVO RUMO, de caràcter alternatiu i sorgit de la societat civil. El 2007 fou elegit membre del Consell Superior Judicial i membre del Consell d'Estat 
Es va presentar com a candidat independent a les eleccions presidencials de São Tomé i Príncipe de 2011 acabant en 7è lloc, amb el 3,99% dels vots.